# Alik Muzajew
Alik Muzajew (ukr. Алік Якович Музаєв; ur. 27 lipca 1978) – ukraiński zapaśnik w stylu wolnym. Olimpijczyk z Sydney 2000, gdzie zajął szóste miejsce w kategorii 76 kg. Ósmy w mistrzostwach świata w 1999. Zdobył srebrny medal na mistrzostwach Europy w 1999. Drugi w Pucharze Świata w 2007; czwarty w 2000 i 2005; szósty w 2003 i czwarty w drużynie w 2008 roku. Wojskowy wicemistrz świata w 2001. Wicemistrz świata juniorów w 1996 i 1997, trzeci w 1998. Drugi w mistrzostwach Europy juniorów w 1996 i trzeci w 1998 roku.